# 数据集
数据集是指数据的集合，而且数据集應該能被计算机处理。数据集中的值可以是数字，例如实数或整数，比如用厘米表示人的身高，但也可以是标称数据（即並非数值的數據），例如人的种族信息。数据集中的數據也可能存在缺失值，此時必须以某种方式指出數據存在缺失。